# دولف
مستوطنة أو مغتصبة دولف أو دوليب (العبرية: דולב, דֹּלֶב، ت.ح. 'شجر الدلب') يختلف النطق حسب اللهجة باللغة العبرية لحرف الفاف والباء. وقد قامت هذه المستوطنة على أراضي قرية الجانية الفلسطينية غربي رام الله، تقع على بعد 40 كم شمال غرب القدس. بلغ عدد سكانها 1,306 نسمة في 2011م. تشتهر المنطقة التي تقع بها المغتصبة بكرة الاشجار والاحراش والبرك والينابيع.

## تاريخ
تأسست مغتصبة دولف سنة 1983م أثناء عيد العرش اليهودي، وبدأت بخمسة عائلات صهيونية فقط، وسميت بهذا الاسم نسبة لشجر الدلب المشرقي المنتشر بتلك المنطقة.

## عملية هجومية على المستوطنة 2015
في 19 حزيران 2015 قامت كتائب عز الدين القسام بعملية عسكرية هجومية أدت لمقتل مستوطن «مغتصب» وإصابة آخر قرب المستوطنة المقامة على أراضي المواطنين الفلسطينيين غرب رام الله.
وتبنت مجموعات الشهيدين مروان القواسمة وعامر أبو عيشة التابعة لكتائب القسام، العملية التي أدت إلى مقتل مستوطن صهيوني وإصابة آخر بجراح.
وذكرت المجموعة أن العملية جاءت بعد رصد متواصل للمكان، وأن أحد مجاهدي المجموعة نصب كمينا لإحدى سيارات المستوطنين وأطلق عليها النار من مسافة صفر، بعد أن تأكد أنها تُقل إسرائيليين.
وأن من نفذوا الهجوم عادوا إلى قواعدهم بسلام. وأوضحت أن هذه العملية تأتي كحلقة متواصلة من سلسلة عمليات بدأت بتنفيذها منذ شهور في إطار الرد على ما أسمته «جرائم الاحتلال»، وردا على استشهاد عدد من المواطنين كان آخرهم عز الدين بن غرة من جنين وعبد الله غنيمات من كفر مالك، وتم تنفيذها قبل أيام من الذكرى السنوية الأولى لاستشهاد الشهيدين مروان القواسمة وعامر أبو عيشة.

### رسائل وأهداف العملية
أشارت كتائب القسام إلى أن هذه العملية توجه عدة رسائل:
1. أن «المقاومة» -رغم «حرب الاستئصال» التي تتعرض لها- باقية وموجودة وتستطيع أن تضرب في الزمان والمكان اللذين تختارهما.
2. التأكيد على استمرار «المقاومة والجهاد»، وأن هذه العملية تأتي في هذا السياق. كما أكدت أن هذه العملية لم تكن الأولى ولن تكون الأخيرة، «فقد سبقتها أكثر من عشرين عملية مختلفة من إطلاق نار وتفجير عبوات ناسفة في مختلف محافظات الضفة الغربية».

### في الاعلام الإسرائيلي
صحيفة يديعوت أحرونوت الإسرائيلية ذكرت أن التحقيقات الإسرائيلية الأولية أظهرت أن العملية التي أدت لمقتل مستوطن يدعى «داني جونن» 25(عاما) وإصابة آخر تم تنفيذها بشكل فردي، وأنه لا علاقة لأي فصيل فلسطيني بها. ولم تشر المصادر الإسرائيلية إلى طبيعة حالة المستوطن المصاب.
وأشار الجيش الإسرائيلي إلى أن عمليات البحث عن منفذ العملية ستستمر وستشمل تفتيش منازل الفلسطينيين واستجوابهم وشن عمليات عسكرية في المناطق الزراعية والكهوف بحثا عن المنفذ.
وتشير التحقيقات إلى أن المستوطنين اقتربا بسيارتهما من فلسطيني ووجها له سؤالا عن وجود ينابيع مياه للسباحة في منطقة قريبة، لكنه فاجأهما وبادر بإطلاق النار عليهما من مسافة تقل عن نصف متر.
أما رئيس الوزراء الإسرائيلي بنيامين نتنياهو فقال إن التحقيقات والعلامات تشير إلى أن الهجوم تم تنفيذه بنية «الإرهاب»، وإنه يجري تحديد هوية الشخص الذي نفذ الهجوم، متعهدا بالاستمرار في العمل من أجل اعتقاله.
وأضاف «أن الهدوء النسبي في كثير من الأحيان يشير إلى إمكانية تضليلنا، فمحاولات إيذاء مواطنينا مستمرة في كل وقت، ولكن سنواصل -بكل الوسائل المتاحة لنا- محاربة الإرهابيين».